# Luigi Ferraris
Luigi Ferraris   (Florència, 18 de novembre de 1887 - Monte Maggiore, 23 d'agost de 1915) va ser un futbolista italià del Genoa CFC..
També va ser enginyer i militar. Quan va esclatar la Primera Guerra Mundial es va allistar com a voluntari a l'exèrcit italià, on va arribar al grau de tinent. Va morir en una expedició al Monte Maggio (979m), muntanya que es troba a 30 km. de Gènova.
El Govern italià li va concedir la Medalla d'Argent al Valor.
En la seva memòria, el camp de futbol de Gènova, on juguen els equips del Genoa CFC. i la U.C. Sampdoria, porta el nom d'Estadi Luigi Ferraris.

## Trajectòria
Va començar a jugar en l'equip juvenil del Genoa CFC. l'any 1902. Dos anys més tard, va jugar en l'equip reserva, jugant l'anomenat Campionat de Segona Categoria, (un campionat jugat pels equips reserves de la Primera Categoria) proclamant-se campió amb el Genoa l'any 1904.
Entre els anys 1907 i 1911 va jugar en el primer equip del Genoa, disputant un total de 35 partits i marcant un gol. Va ser capità de l'equip rossoblù.

## Palmarès
Segona categoria de la Lliga italiana de futbol:
- Genoa CFC. 1904

## Homenatges
El mes de setembre de 1919, el Genoa va decidir posar en el seu estadi, l'Stadio comunale di Via del Piano, una placa en homenatge al jugadors morts en la Primera Guerra Mundial, entre ells, Luigi Ferraris.
L'1 de gener de 1933, en memòria de Luigi Ferraris i com a acte del 40è aniversari del Genoa, l'estadi situat a la Via Giovanni de Prà de Gènova, i anomenat fins aleshores 'Stadio comunale di Via del Piano, va ser batejat amb el nom de Luigi Ferraris.